# Pelecyphora
Genre
Pelecyphora est un genre de plantes à fleurs de la famille des Cactaceae (les cactus), qui regroupe des « plantes grasses » originaires du Mexique et dont l'aspect général évoque une pomme de pin fermée.

## Caractéristiques

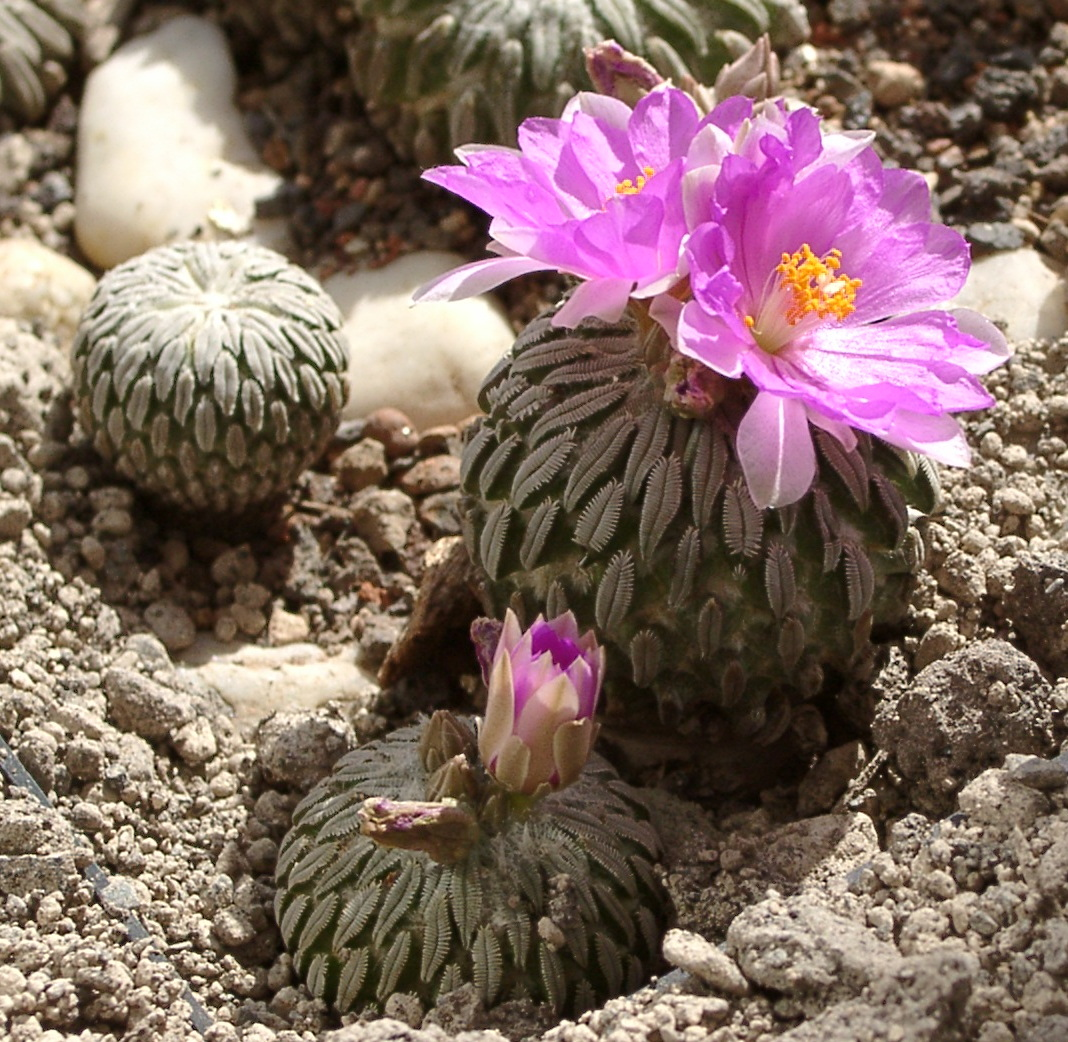
P. asseliformis
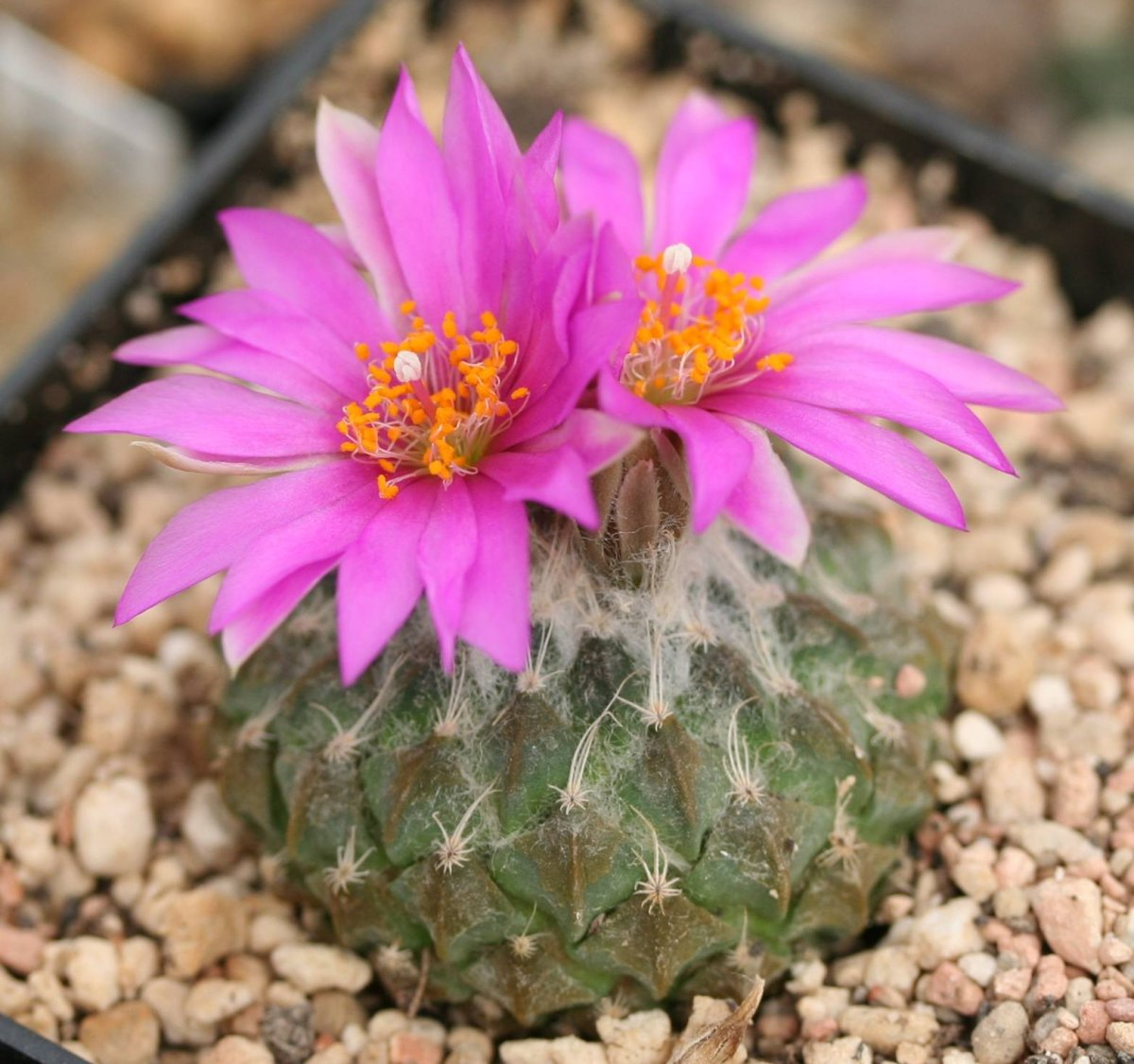
P. strobiliformis

## Liste d'espèces
Selon BioLib (3 juillet 2017), Catalogue of Life (3 juillet 2017), GRIN (3 juillet 2017), ITIS (3 juillet 2017), The Plant List (3 juillet 2017) :
- Pelecyphora aselliformis Ehrenb.
- Pelecyphora strobiliformis (Werderm.) Frič & Schelle ex Kreuz.

Selon Tropicos (3 juillet 2017) (Attention liste brute contenant possiblement des synonymes) :
- Pelecyphora aselliformis Ehrenb.
- Pelecyphora pectinata K. Schum.
- Pelecyphora pseudopectinata Backeb.
- Pelecyphora pulcherrima Sabatini
- Pelecyphora strobiliformis (Werderm.) Frič & Schelle ex Kreuz.
- Pelecyphora valdeziana H. Moeller